# Hogstads missionshus
Hogstads missionshus är en kyrkobyggnad i Hogstad. Kyrkan tillhör Hogstads missionsförsamling som numera är en del av Equmeniakyrkan.

## Orgel
I kyrkan finns ett harmonium och ett piano.